# Tranque Las Tórtolas
El Tranque Las Tórtolas es un depósito de relaves de la mina de cobre Los Bronces, perteneciente a Anglo American Chile. Está localizado en la comuna de Colina, Provincia de Chacabuco, Región Metropolitana de Santiago, Chile, 40 km al norte de Santiago.
El Tranque de relaves Las Tórtolas está operativo desde 1992 y es el lugar donde se depositan los residuos del proceso minero de Los Bronces. Cuando se construyó se contabilizaban un total de 33 de estas estructuras en la Región Metropolitana de Santiago siendo el Tranque Las Tórtolas uno de los proyectos de mayor envergadura. Su vida útil está contemplada al año 2043.
El mineral chancado del yacimiento de cobre Los Bronces es transportado como pulpa a través de un sistema de alrededor de 56 km de tuberías, canaletas y piques hasta Las Tórtolas para los procesos de flotación y concentración.  A la planta entran desde el mineroducto alrededor de 2400 toneladas por hora de pulpa, que pasan al circuito Rougher. De las 2400 t/h se recuperan alrededor de 1% de material que es útil, el resto es material estéril. Los relaves resultantes de la planta concentradora se depositan en el Cajón de Las Tórtolas.
Con respecto al tranque de relave, este se encuentra ubicado en el fondo de valle de la cuenca intramontana casi circular de un conjunto montañoso, alcanzando una altura máxima de 1162 m s.n.m. en el cerro Las Tórtolas. Este depósito está constituido por un muro principal ubicado en el sector norponiente del cajón de Las Tórtolas, con una cota de coronamiento que cuando se construyó alcanzaba 750 m.s.n.m. y dos muros secundarios al oeste y este, otorgando una capacidad total de almacenamiento de 1000 millones de toneladas de relaves. En 2006 su capacidad fue ampliada a 1900 millones de toneladas. Para ello se aumentó la cota de coronamiento de los muros existentes a 800 m.s.n.m. y se incorporaron 3 muros secundarios. Además, las aguas excedentes del tranque de relave Las Tórtolas que no son recirculadas al proceso, se disipan mediante evapotranspiración en una plantación forestal de aproximadamente 450 hectáreas ubicada en el área Las Tórtolas. El pH de las aguas es acondicionado previamente en una planta de acidulación.
Se intenta depositar los relaves de forma permanente y segura y, según Anglo American, de manera ambientalmente responsable. Lo cual requiere que la operación del depósito es monitoreada en forma constante. La calidad de agua se mide en pozos de control que se ubican a 1 km aguas abajo de los muros del depósito. Aunque la composición química del relave de Las Tórtolas presenta una serie de elementos en concentraciones similares a la corteza terrestre dicho tranque presenta un alto riesgo ambiental.